# Bomarea stans
Bomarea stans là một loài thực vật có hoa trong họ Alstroemeriaceae. Loài này được Kraenzl. miêu tả khoa học đầu tiên năm 1908.